# Szkic kryminalistyczny
Jeżeli edytujesz kod źródłowy, to aby uzyskać taki efekt: teoria, elektronem, Witolda Gombrowicza – twórz linki według składni: [[teoria]], [[elektron]]em, [[Witold Gombrowicz|Witolda Gombrowicza]].

Szkic kryminalistyczny – dokument obrazujący w uproszczony sposób wygląd miejsca zdarzenia oraz rozmieszczenie śladów i przedmiotów mogących mieć istotne znaczenie dowodowe.
Szkic jest wykonywany przez technika kryminalistyki. Każdy szkic powinien być opatrzony:
- określeniem rodzaju zdarzenia
- miejscem i datą wykonania
- skalą
- danymi identyfikacyjnymi autora (imię, nazwisko, podpis)

Wykonanie szkicu odnotowuje się w protokole z dokonanych czynności.

## Podział szkiców
Szkice można podzielić na:
1. Ogólne
2. Szczególne
3. Specjalne

Szkice specjalne to np. szkice: śladów, pomieszczeń, przestrzeni otwartej. Na szkicach, poszczególne ślady, obiekty i przedmioty są oznaczone odpowiednimi znakami topograficznymi, symbolami liczbowymi lub literowymi opisanymi w legendzie.